# 哈米尼干语
哈米尼干语是一种在贝加尔湖以东使用的蒙古语系语言。
哈米尼干人也被称作马上通古斯民族或草原通古斯民族，是个双语民族，同时使用一种蒙古语和一种通古斯语系语言，这从他们混合的祖先那里获得。这种双语环境的历史可能有数个世纪。他们用的通古斯语是鄂温克语（哈米尼干是蒙古人称鄂温克的叫法），而哈米尼干蒙古语是一种独立的蒙古语, 不是在蒙古和俄罗斯传统上的属于蒙古或布里亚特方言的分类。哈米尼干蒙古语是强势的主要语言；哈米尼干鄂温克语的两种方言只由少数人在家中使用。
哈米尼干语在俄罗斯的使用日渐减少，而在中国哈米尼干蒙古语和鄂温克语的双语系统则蓬勃发展。哈米尼干鄂温克语虽然和其他鄂温克语仍是一种语言，但也受蒙古语强烈影响，特别是词汇。哈米尼干蒙古语是最保守的蒙古语，和中古蒙古语差别很小，但元音和谐的系统被彻底打乱了。来自鄂温克语的影响很小：比如汗尼干鄂温克语有复数，而哈米尼干蒙古语没有。
哈米尼干蒙古语被喀尔喀蒙古语深刻地同化了，甚至有些布里亚特型独有特征（如在中国哈米尼干语中缺乏的非常独特的语气系统），其总体上像喀尔喀蒙古语一种方言，并已经遗失了其区别性的通古斯词汇。